# Edificio de la Dirección General de la Armada
El Edificio de la Dirección General de la Armada es un inmueble ubicado en la calle Prat de la ciudad de Valparaíso, Chile. Construido en 1931, desde 1956 alberga algunas funciones de la Armada de Chile. Está declarado como inmueble de conservación histórica por la Municipalidad de Valparaíso.

## Historia
Fue construido en 1931 por encargo de Adriana Cousiño para albergar las oficinas de la Asociación de Productores de Salitre y Yodo. A partir de 1934, en el cuarto nivel del inmueble, funcionó durante diez años la Academia de Guerra Naval. En 1956 el edificio fue destinado a la Dirección General de la Armada, que mantiene en el inmueble las funciones de la Dirección General de Finanzas y la Dirección General de Servicios.

## Descripción
El edificio, de estilo art déco, cuenta con accesos de doble altura y un zócalo realzado. A través de su altura, que se adapta al cerro Alegre, forma un conjunto arquitectónico junto a los demás edificios de la Zona Típica de la calle Prat.